# Cyprian Kizito Lwanga
Cyprian Kizito Lwanga (Kyabakadde, 19 januari 1953 – Kampala, 3 april 2021) was een Oegandees rooms-katholiek geestelijke en aartsbisschop.
Lwanga werd geboren in een dorp in het huidige district Mukono. Tussen 1972 en 1974 studeerde hij aan het Katigondo National Major Seminary en daarna studeerde hij theologie aan het Ggaba National Seminary in Kampala. Daarna studeerde hij aan de universiteit van Clermont-Ferrand in Frankrijk en de pauselijke Heilig Kruisuniversiteit in Rome, waar hij een doctoraat in canoniek recht behaalde. In 1978 werd hij in Kampala tot priester gewijd. Hij was actief tot 1996 als priester in het aartsbisdom Kampala waarna hij bisschop van Kasana-Luweero werd. In 2006 werd hij de nieuwe aartsbisschop van Kampala nadat kardinaal Emmanuel Wamala op emeritaat was gegaan. Hij was voorzitter van de oecumenische raad Uganda Joint Christian Council (UJCC).
Hij stierf op 68-jarige leeftijd aan een hartaanval.